# Église du Martrou
L'église du Martrou est située rue des Martyrs, à Agen, en Lot-et-Garonne.

## Historique
Sainte Foy est martyrisée en 303, après avoir comparu devant le tribunal de Dacien, proconsul romain durant le règne de l’empereur Maximien. Après elle, moururent sa sœur sainte Alberte, saint Caprais et d’autres habitants chrétiens de la ville, près de 500, venus partager le sort de la martyre.
Les corps des martyrs sont jetés dans des marais situés au nord d'Agen. Les marais sont asséchés plus tard. D'après le Livre des miracles de sainte Foy, les corps de sainte Foy et des principaux martyrs qui avaient été abandonnés sur le lieu de leur martyre auraient été recueillis par des chrétiens et lavés avant d'être ensevelis pour les cacher. Les chrétiens ont construit une crypte appelée Saint-Caprais-du-Martyre, au Ve siècle. Elle subsiste encore sous l'ancienne chapelle des Pénitents gris qui a été la chapelle de l'ancien hôpital Saint-Jacques. Cette crypte est appelée le Martrou, ou caveau des martyrs. On y trouve un puits où ont été précipités les corps des martyrs. L'accès à la crypte a été fermé au XVIIe siècle.
Saint Dulcide (ou Dulcidius), évêque d'Agen vers 405, a décidé de retirer le corps de sainte Foy de son lieu de sépulture provisoire et de construire une église dédiée à sainte Foy pour abriter ses reliques. 
Le corps de saint Caprais est aussi séparé des autres reliques des martyrs par l'évêque Dulcide et le fait transporter à l'intérieur de la ville, placer dans un sarcophage qui est placé dans une église qui est devenue la collégiale Saint-Caprais après sa reconstruction au XIIe siècle. Cette basilique est citée par Grégoire de Tours, en 592. 

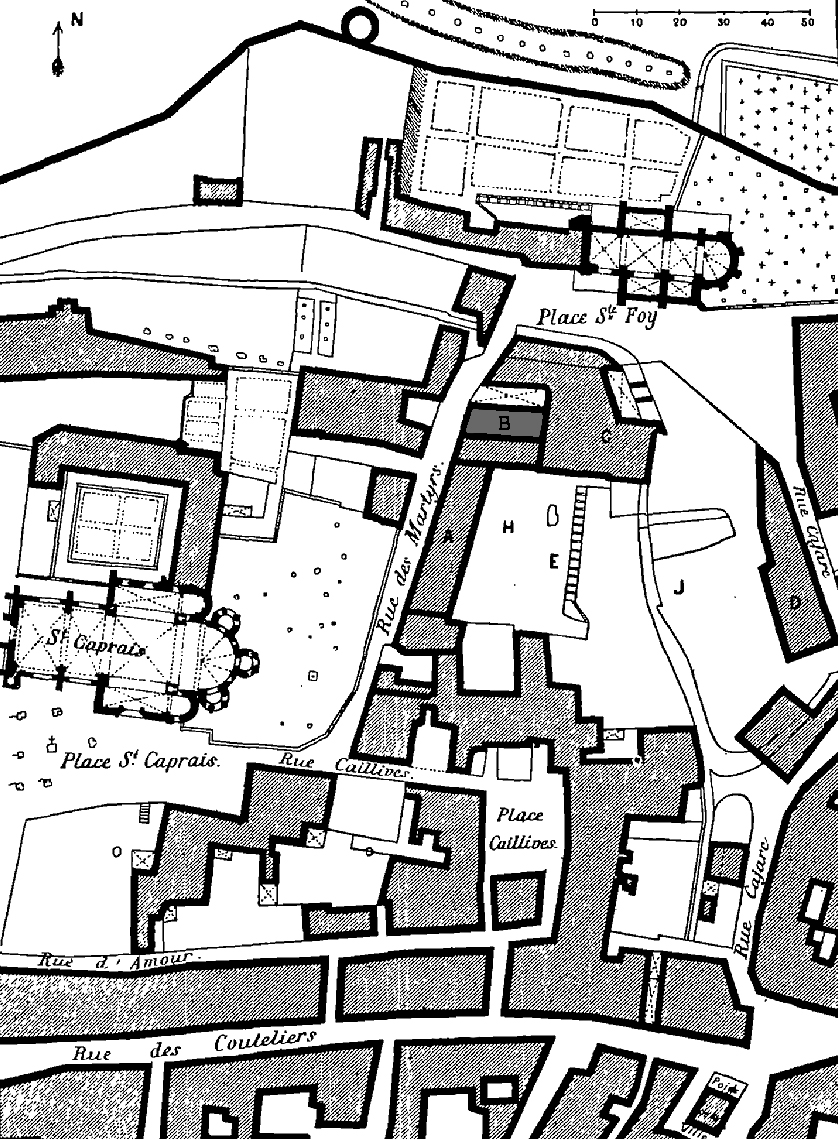
L'emplacement de l'hôpital du Martyre à la fin du XVIIIe siècle est indiqué par des lettres, entre l'église Sainte-Foy et la collégiale Saint-Caprais. La chapelle du Matrou est en gris, avec la lettre B.
Plan du baron Lomet.
Philippe Lauzun. Revue de l'Agenais (1892)

La chapelle du Martrou a été bâtie à l'époque romane. La présence de ces différents sanctuaires a fait d'Agen une étape sur une voie de pèlerinage de Saint-Jacques-de-Compostelle. Un hôpital du Martyre a été construit à côté de la chapelle du Martrou qui est devenue sa chapelle, à proximité de la collégiale Saint-Caprais. Un hôpital Saint-Jacques a été fondé dans la seconde moitié du XIVe siècle et non au XIIe siècle. En 1562, les différents hôpitaux d'Agen, Saint-Antoine, Saint-Georges, Saint-Michel et Saint-Jacques, ont été réunis à l'hôpital du Martyre. L'ensemble a été appelé hôpital Saint-Jacques-du-Martyre. Cet hôpital a été fermé en 1819 après sa fusion avec l'hôpital général des Pauvres qui a alors pris le nom d'hôpital Saint-Jacques, avant de devenir en 1992 l'Hôtel du département de Lot-et-Garonne. 
La chapelle du Martrou relevait de la collégiale Saint-Caprais. Elle dépend actuellement de l'église Sainte-Foy. Elle a connu de nombreux remaniements, de l'époque romane jusqu'au XXe siècle. Elle a été restaurée après la réunion des différents hôpitaux d'Agen, après 1563. Au-dessus de la nef a été construite une salle qui servait de lieu de réunion aux Pénitents gris. 
La fresque du chœur a été peinte en 1934 par Giovanni Masutti,, peintre d'origine italienne, ayant œuvré dans d'autres églises du département.
L'Association diocésaine d'Agen a entrepris de rénover l'église du Martrou (mise en valeur du clocher, amélioration de l'acoustique, chauffage, dallage de la crypte, restauration de la façade, peinture du chœur, éclairage, badigeon des murs intérieurs) en 2007. Une affectation non cultuelle mais culturelle lui a été donnée.
L'édifice est inscrit au titre des monuments historiques le 29 novembre 1995.

## Description
La chapelle actuelle se compose d’une nef rectangulaire lambrissée et d’un chœur avec voûte en cul-de-four. Au-dessous se trouve une crypte construite au IVe siècle par les premiers chrétiens d'Agen, à l'emplacement où les corps des premiers martyrs avaient été ensevelis.

## Galerie d'images

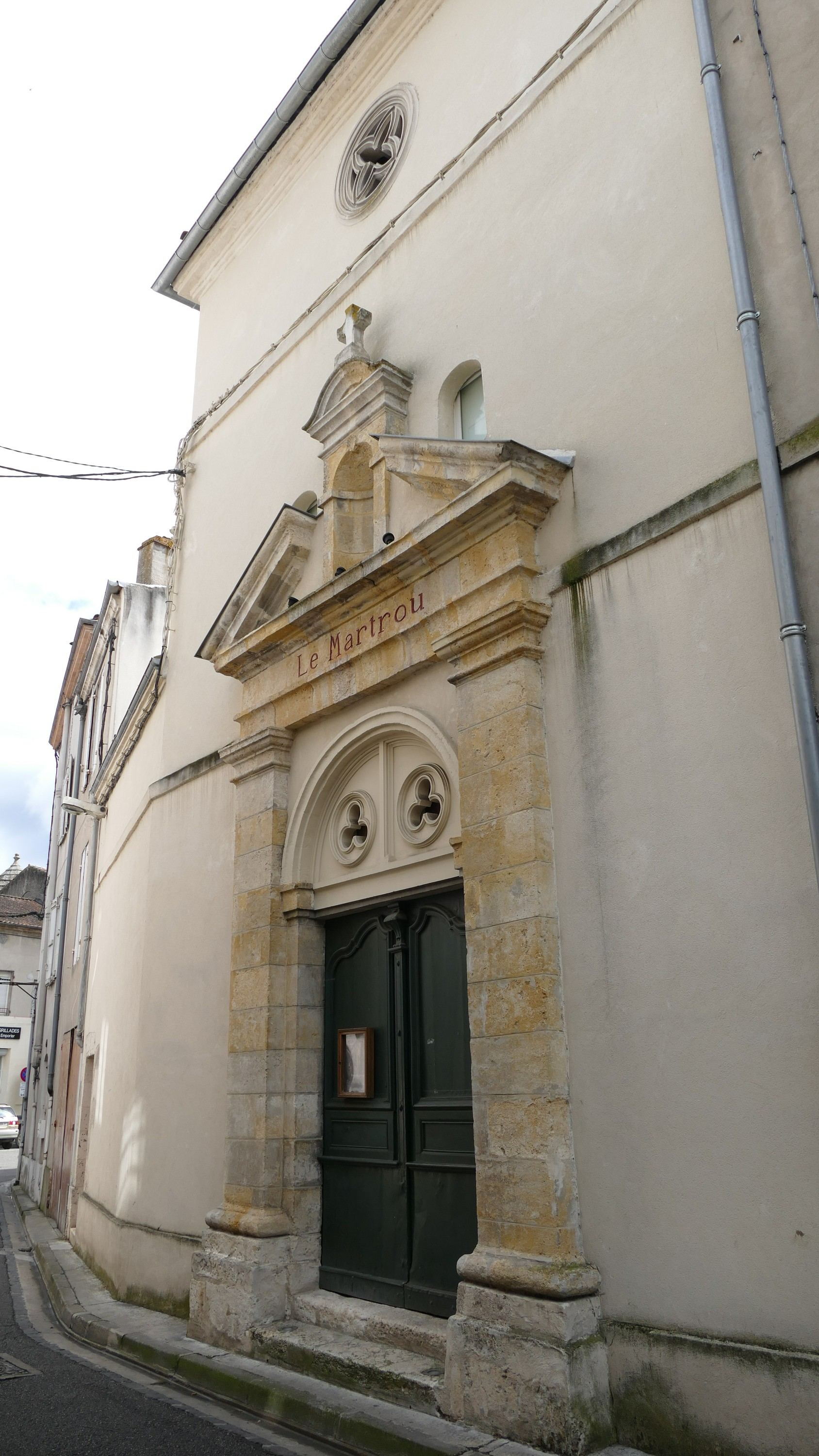
La façade
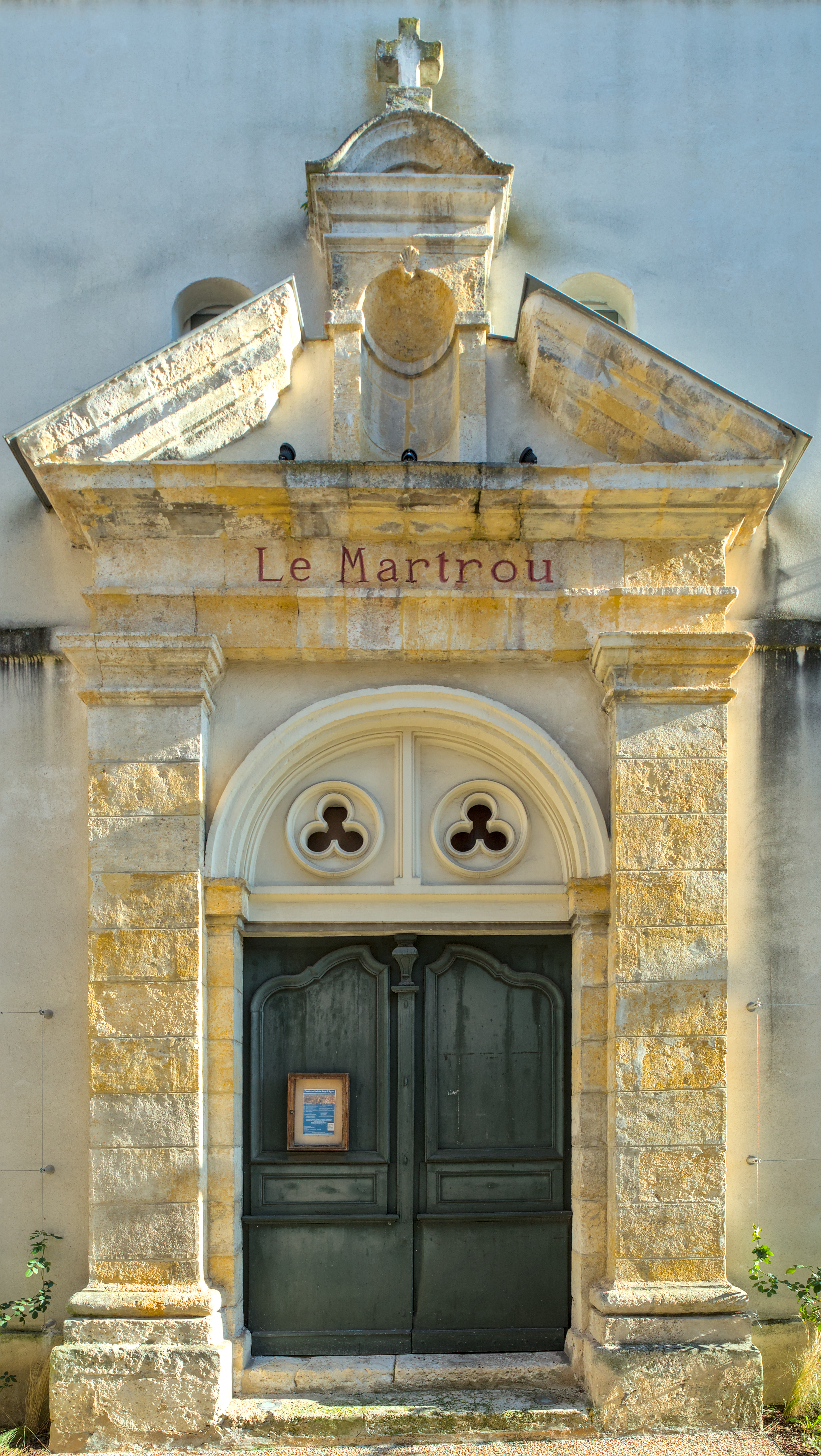
Le portail
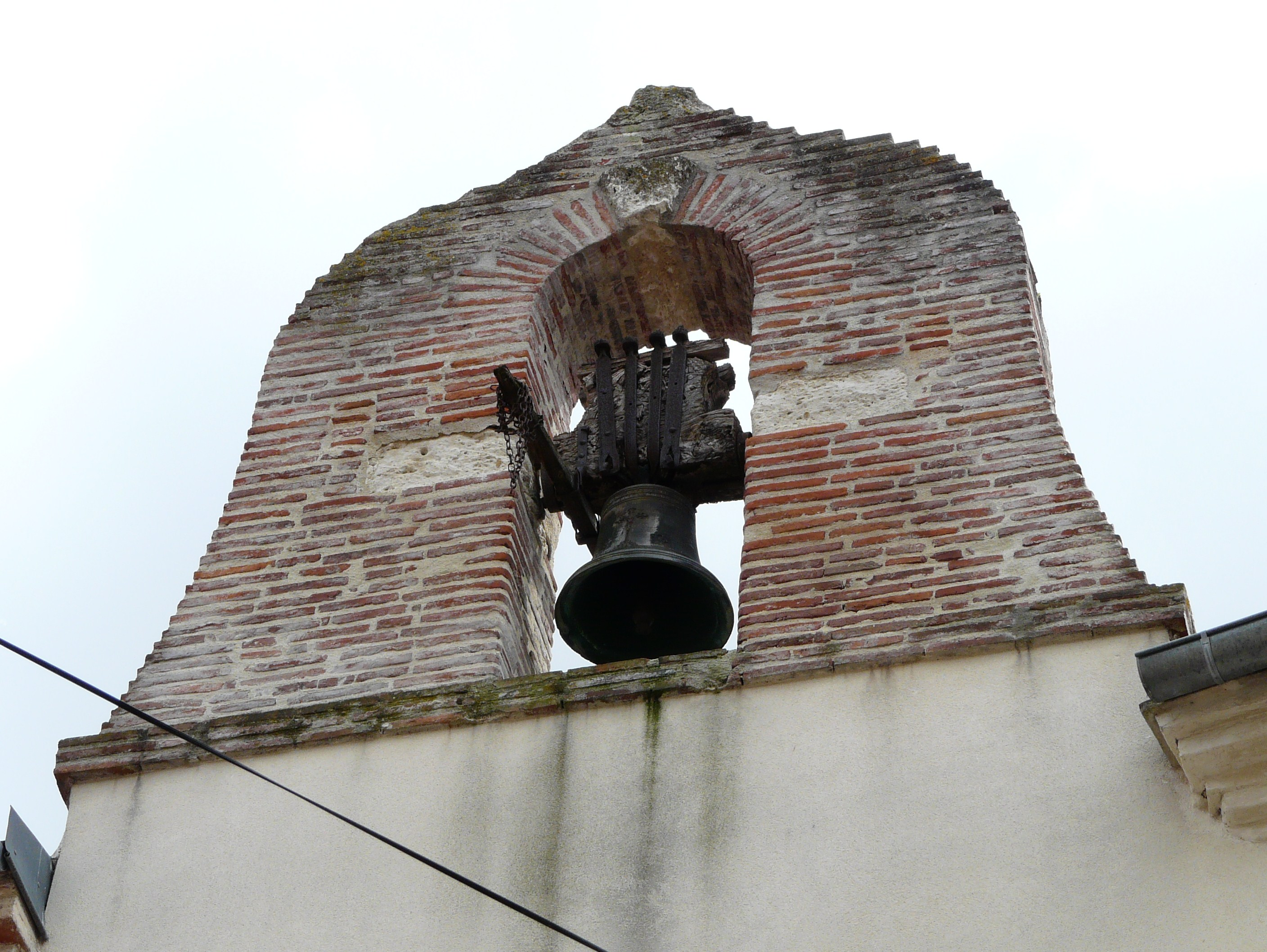
Le clocher